# Zarfatiska
Zarfatiska eller judeo-franska (eget namn tsarfatit) är ett utdött judiskt språk av den romanska språkfamiljen. Det talades förr i judiska samhällen i norra Frankrike och vad som i dag är delar av västra och centrala Tyskland, i städer som Mainz, Frankfurt am Main och Aachen. 
Det är oklart om språket har haft en skriftlig standard. Det är möjligt att zarfatiska har skrivits med hebreiska alfabetet, men endast några enstaka texter har bevarats. Språket dog antagligen ut i början av 1400-talet, sedan judarna hade blivit fördrivna från Frankrike.